# لياندرو فيليلا
لياندرو فيليلا (29 يونيو 1995 في البرازيل - ) هو لاعب كرة قدم برازيلي في مركز الوسط.

## وصلات خارجية
- لياندرو فيليلا على موقع قاعدة بيانات كرة القدم.إي يو (الإنجليزية)
- لياندرو فيليلا على موقع Soccerway.com (الإنجليزية)